# Autoklub Dubrava
Auto klub Dubrava, hrvatski automobilistički klub iz Zagreba. Uspješni vozači iz ovog kluba su Ivan Dropučić, Goran Sruk i dr. AK Dubrava organizira autoslalomsku Nagradu Dane Dubrave.

## Vanjske poveznice
- Racing.hr  Arhivirana inačica izvorne stranice od 17. studenoga 2019. (Wayback Machine)
- Autosport.hr